# Четвёртая республика Южной Кореи
Четвёртая республика Южной Кореи — правительство, руководившее страной в период с 1972 до 1981 года. Президентом страны во время Четвёртой республики был Пак Чон Хи.
Четвёртая республика началась с принятия конституции Юсин на референдуме 21 ноября 1972 года. Новая конституция давала президенту фактический контроль над парламентом. Боясь возможной отставки, Пак вводил чрезвычайное положение в 1974 и 1975 годах, что привело к аресту сотен диссидентов.

## Международные отношения
Ряд событий во внешних отношениях привёл правительство Пака к пересмотру своей дипломатической позиции. Значимым событием было примирение США и КНР, сыгравшее против ужесточения холодной войны. Южная Корея начала налаживать связи со многими странами мира. Тогда же случились перекрёстные переговоры между Южной Кореей и КНДР. Пак также объявил о планах южнокорейского правительства объединить страну.